# Pandivirilia grandis
Pandivirilia grandis är en tvåvingeart som först beskrevs av Johnson 1902.  Pandivirilia grandis ingår i släktet Pandivirilia och familjen stilettflugor. Inga underarter finns listade i Catalogue of Life.